# 中島亥太郎
中島 亥太郎（なかじま いたろう、1911年3月13日 - 1993年5月20日）は、日本の陸上競技選手。専門は短距離走。400mの元日本記録保持者。早稲田大学在学中、1932年ロサンゼルスオリンピックに200m走およびリレー2種目（4×100m、4×400m）で出場。

## 来歴
静岡県御殿場市出身。沼津商業学校（現在の静岡県立沼津商業高等学校）卒業後、早稲田大学に進む。
早稲田大学在学中の1930年から1933年にかけて、400mの日本記録（ならびに日本男子学生記録）を6回更新している。
1932年ロサンゼルスオリンピックの代表となり、男子200メートル、男子400メートルリレー走（吉岡隆徳、南部忠平、阿武巌夫、中島亥太郎）、男子1600メートルリレー走（中島亥太郎、増田礒、大木正幹、西貞一）に出場。リレーでは両種目で日本チームは5位に入賞した。
最晩年となる1992年に『昔々の駈けっこの物語 : スプリント随筆』を自費出版した。